# Dicranoloma perichaetiale
Dicranoloma perichaetiale är en bladmossart som beskrevs av George Osborne King Sainsbury 1953. Dicranoloma perichaetiale ingår i släktet Dicranoloma och familjen Dicranaceae. Inga underarter finns listade i Catalogue of Life.